# Colas Danmark
Colas Danmark A/S er en dansk asfalt- og vejbyggevirksomhed. Virksomheden har hovedkvarter i Glostrup. De har over 500 ansatte i Danmark. I 2023 havde de en årsomsætning på ca. 1,4 mia. kroner. 
Colas blev grundlagt i 1930 som Colas Vejmateriale A/S. I 1942 åbnede Colas deres første asfaltfabrik. I 1993 skiftede virksomheden navn til Colas Danmark. I 1995 blev virksomheden opkøbt af franske Colas, som er en del af Bouygues. I 2004 opkøbte Colas Danmark A/S entreprenørvirksomheden Colas-Novejfa A/S.